# جورج جاكوب (عسكري)
جورج جاكوب (بالإنجليزية: Georg Jakob)‏ هو عسكري أمريكي، ولد في 27 مارس 1915 في فورت في ألمانيا، وتوفي في 1 سبتمبر 1991 في ميربوش في ألمانيا.